# Levi Herzfeld

Levi Herzfeld (1810–1884)

Levi Herzfeld (geboren am 28. Dezember 1810 in Ellrich; gestorben am 11. März 1884 in Braunschweig) war ein deutscher Rabbiner und von 1843 bis 1884 Landesrabbiner des Herzogtums Braunschweig.

## Leben
Der Sohn des Kaufmanns Ruben Herzfeld und dessen Ehefrau Friederike, geb. Levi, besuchte von 1826 bis 1830 das Gymnasium in Nordhausen. Das Talmud-Studium begann er in Würzburg bei Rabbiner Abraham Bing und setzte es in Braunschweig bei Landesrabbiner Samuel Levi Egers fort. In Berlin immatrikulierte er sich am  27. April 1833. Dort war er Schüler des Rabbiners Jacob Joseph Oettinger und des jüdischen Gelehrten Leopold Zunz. Am 8. April 1836 wurde er dort promoviert.

### Braunschweigischer Landesrabbiner
Nach Beendigung des Studiums wurde Herzfeld 1836 in Braunschweig Rabbineradjunkt unter Landesrabbiner Egers, der ihn ordinierte. Dort führte er die deutsche Sprache in der Synagoge ein, da Hebräisch von vielen Gemeindemitgliedern nicht verstanden wurde. 1841 wurde er Leiter der dortigen Religionsschule. Er wurde im Jahre 1842 als Nachfolger Egers’ zum Rabbiner der Jüdischen Stadtgemeinde Braunschweig gewählt, was durch das braunschweigische Staatsministerium bestätigt wurde. 1843 wurde Herzfeld gegen anfängliche Proteste der Wolfenbütteler Jüdischen Gemeinde Landesrabbiner für das gesamte Herzogtum Braunschweig. Mit Hilfe des Staatsministeriums konnte er rasch seine Stellung festigen. Ein bedeutendes Ereignis seines Rabbinats war die 1844 in Braunschweig abgehaltene, von Reformplänen geprägte (erste) Allgemeine deutsche Rabbinerkonferenz, die er mit initiierte. Herzfeld selbst stand dem Reformjudentum zwar nahe, lässt sich aber weder der „reformierten“ noch der „orthodoxen“ Richtung zuordnen. Die unter Herzfeld 1875 eingeweihte Neue Synagoge in der Alten Knochenhauerstraße in Braunschweig wies im Sinne des Reformjudentums eine Orgel auf.
Sein wissenschaftliches Schaffen umfasst Arbeiten zur jüdischen Synagogalmusik und -poesie. Herzfelds Interesse richtete sich auch auf die Wirtschaftsgeschichte der Juden. Er gilt als erster Verfasser einer jüdischen Handelsgeschichte, die 1879 erschien. Zusammen mit dem Magdeburger Rabbiner Ludwig Philippson (1811–1889) und dem Leipziger A. Meyer-Goldschmidt war er bis 1873 Leiter des Instituts zur Förderung der israelitischen Literatur.
An seinem Lebensende äußerte sich Herzfeld 1884 resignierend zum aufziehenden Antisemitismus:
„Ich breche ab, weil ich einsehe, dass trotz allem wir Juden nicht in der Lage sind, mit den Antisemiten den Kampf aufzunehmen, sondern besser daran tun, in ihnen das allmähliche Erwachen der Gerechtigkeit und der Humanität geduldig abzuwarten.“
Im Amt des Landesrabbiners folgte ihm Gutmann Rülf, der ihm seit 1882 als Adjunkt zur Seite gestanden hatte.

### Ehrungen
Herzog Wilhelm verlieh ihm 1879 den Professorentitel.

### Familie
Herzfeld heiratete 1844 in Winsen an der Luhe Georgine Salomon (1822–1887). Das Ehepaar hatte acht Kinder. Herzfeld starb am 11. März 1884 in Braunschweig, seine Ehefrau am 8. August 1887 in Hannover. Beider Ehrengrab befindet sich auf dem Alten Jüdischen Friedhof an der Hamburger Straße in Braunschweig.

## Schriften (Auswahl)
- Chronologia Judicum et primorum regum Hebraeorum. Berlin 1838.
- Das Buch Kohelet übersetzt u. erläutert. Eduard Leibrock, Braunschweig 1838.
- Das Deutsche in der Liturgie der Braunschweiger Synagoge, eingeführt noch unter dem seligen Landesrabbiner S. L. Egers. Friedrich Vieweg und Sohn, Braunschweig 1844. (Digitalisat)
- Zwei Predigten über die Lehre vom Messias. Friedrich Vieweg und Sohn, Braunschweig 1844.
- Vorschläge zu einer Reform der jüd. Ehe-Gesetze. Braunschweig 1846.
- Drei Abhandlungen zur Synagogengeschichte: Über einige biblische Bücher. Die Entstehung der Quadratschrift. Die Entstehung des Bibel-Canons. Nordhausen 1846.
- Geschichte des Volkes Israel von der Zerstörung des ersten Tempels bis zur Einsetzung des Makkabäers Schimon zum hohen Priester und Fürsten
  - Bd. 1: Von der Zerstörung des ersten Tempels bis Esra. Westermann, Braunschweig 1847
  - Bd. 2: Geschichte des Volkes Israel von Vollendung des zweiten Tempels bis zur Einsetzung des Mackabäers Schimon zum hohen Priester und Fürsten. 2., vermehrte Aufl., Carl Wilfferodt, Leipzig 1863.
- Drei Abhandlungen zur Synagogengeschichte. Nordhausen 1856.
- Predigt zum Jubelfeste des 1000jährigen Bestehens der Stadt Braunschweig. 1861.
- Revidirte Agende der Gebräuche und Gebete in Sterbefällen eingeführt in Braunschweig. 1866.
- Handelsgeschichte der Juden des Alterthums. Braunschweig 1879.